# GameSpy
A GameSpy vagy a GameSpy Industries az IGN Entertainment egyik részlege. A GameSpy-t 1996-ban alapították, majd ebben az évben kiadta a Quake szerverkereső programját, a QSpy-t. Székhelye Kaliforniában, Costa Mesában található. Jelenleg a News Corporation birtokában van.
A GameSpy PlayStation 2, PlayStation 3, PSP, Xbox, Xbox 360, Nintendo GameCube, Wii, Game Boy Advance, Nintendo DS, N-Gage, mobiltelefon, PC és retro játékokkal foglalkozik.

## Története
1996-ban Jack Mathews, Tim Cook és Joe Powell megalapította a Spy Softwaret és kifejlesztették a Quake szerverkereső programját, a QSpy-t. A programot, mivel később több játékot is támogatott, átnevezték GameSpy-ra. 1997-ben Mark Surfas licencelte a GameSpy 3D-t a Spy Softwaretől, majd megalapította a GameSpy Industriest. 2000-ben kiadták a GameSpy Arcade-ot. 2004 márciusában az IGN Entertainment felvásárolta a GameSpy-t. 2014 februárjában jelentették be, hogy 2014 júniusában a GameSpy valószínűleg megszűnik, és nem fog szervereket szolgálni. Azonban ez a lezárás csak 2014. július 26-ra teljesült be.